# 威靈頓轟炸機
威靈頓式轟炸機（英語：Vickers Wellington）是英國的维克斯-阿姆斯特朗公司在1932年研發製造的雙引擎中型長程轟炸機，它早期在第二次世界大戰中被廣泛用作夜間轟炸機。

## 使用國家
- 加拿大
- 捷克斯洛伐克
- 自由法國
- 德意志國
- 希腊
- 新西兰
- 波蘭
- 葡萄牙
- 南非
- 英国

## 外部連結
- RAF - Vickers Wellington
- Wellington Bomber Crews and Their Experiences（页面存档备份，存于）
- A Polish Wellington bomber pilot recalls his war（页面存档备份，存于）
- Cover Illustration（页面存档备份，存于） August 1940 Popular Mechanics